# Mutação polar
A mutação polar é um processo que afeta a transcrição ou a tradução de uma parte do gene ou óperon em apenas um lado do sítio mutante.
Algumas das mutações mapeadas nos genes Z e Y foram vistas como sendo polares, isto é, afetando genes "posteriores" ao óperon. Por exemplo, as mutações polares Z resultaram em função nula não só para Z, mas também para Y e A. As mutações polares foram em Y afetaram também A mas não Z. Estas mutações foram as observações genéticas que sugeriram a Jacob Monod que os três genes eram transcritos a partir de uma ponta como uma unidade. As mutações polares resultamram de códons de fim que fizeram com que os ribossomos saíssem do transcrito. 
Os exemplos são as mutações sem sentido, mudança de matriz de leitura e mutações induzidas por IS.